# انتخابات سراسری بریتانیا (۲۰۱۵)
انتخابات سراسری ۲۰۱۵ بریتانیا برای انتخاب ۶۵۰ نمایندهٔ مجلس عوام در ۷ مه برگزار شد. این اولین انتخاباتی بود که در پایان دورهٔ ثابت پارلمان برگزار شد. انتخابات محلی هم در همان روز برگزار شد.
نظرسنجی‌ها حاکی از آن بودند که نتیجهٔ انتخابات بسیار نزدیک خواهد بود و همچون انتخابات ۲۰۱۰ یک پارلمان معلق شکل خواهد گرفت. اما پس از مشخص شدن نتایج معلوم شد که نظرسنجی‌ها، رأی محافظه‌کاران را دست‌کم گرفته بودند چون آنان در کمال تعجب، اکثریت ساده کرسی‌های پارلمان را کسب کردند. نتیجهٔ انتخابات مشابه انتخابات سراسری ۱۹۹۲ بود. محافظه‌کاران که در ائتلاف با لیبرال‌دموکرات‌ها از ۲۰۱۰ در قدرت بودند، ۳۳۰ کرسی و ۳۶٫۹ درصد آراء مردمی را کسب کردند و حائز اکثریتی به اندازهٔ ۱۲ کرسی شدند.